# The Bangles
The Bangles är en amerikansk rockgrupp som bildades i Los Angeles i Kalifornien år 1981. Efter stora singelframgångar splittrades bandet 1989. Tio år senare återbildades "fyrmannabandet" (alla medlemmarna var kvinnor) som sedan 2003 fortsatt som en trio. Gruppens mest kända låtar är "Manic Monday", "Walk Like an Egyptian" och "Eternal Flame".

## Biografi

### Första åren
Gruppen bildades 1981. Första namnet var the Colours, vilket snart byttes ut mot the Supersonic Bangs, vilket sen förkortades till The Bangs. De var därefter tvingade att byta namn då en tjejrockgrupp från New Jersey sade sig ha rätten till detta namn.
Ursprungligen bestod The Bangles av sångerskan och gitarristen Susanna Hoffs, född 17 januari 1959, systrarna Debbi (trummor), född 22 augusti 1961, och Vicki Peterson (gitarr), född 11 januari 1958, samt Annette Zilinskas på elbas.
1983 fick bandet skivkontrakt med CBS Records, och samma år lämnade Zilinskas gruppen. Hon ersattes av Michael Steele, född 2 juni 1955, som tidigare hade spelat i gruppen The Runaways. Året efter gavs debutalbumet All Over the Place ut.

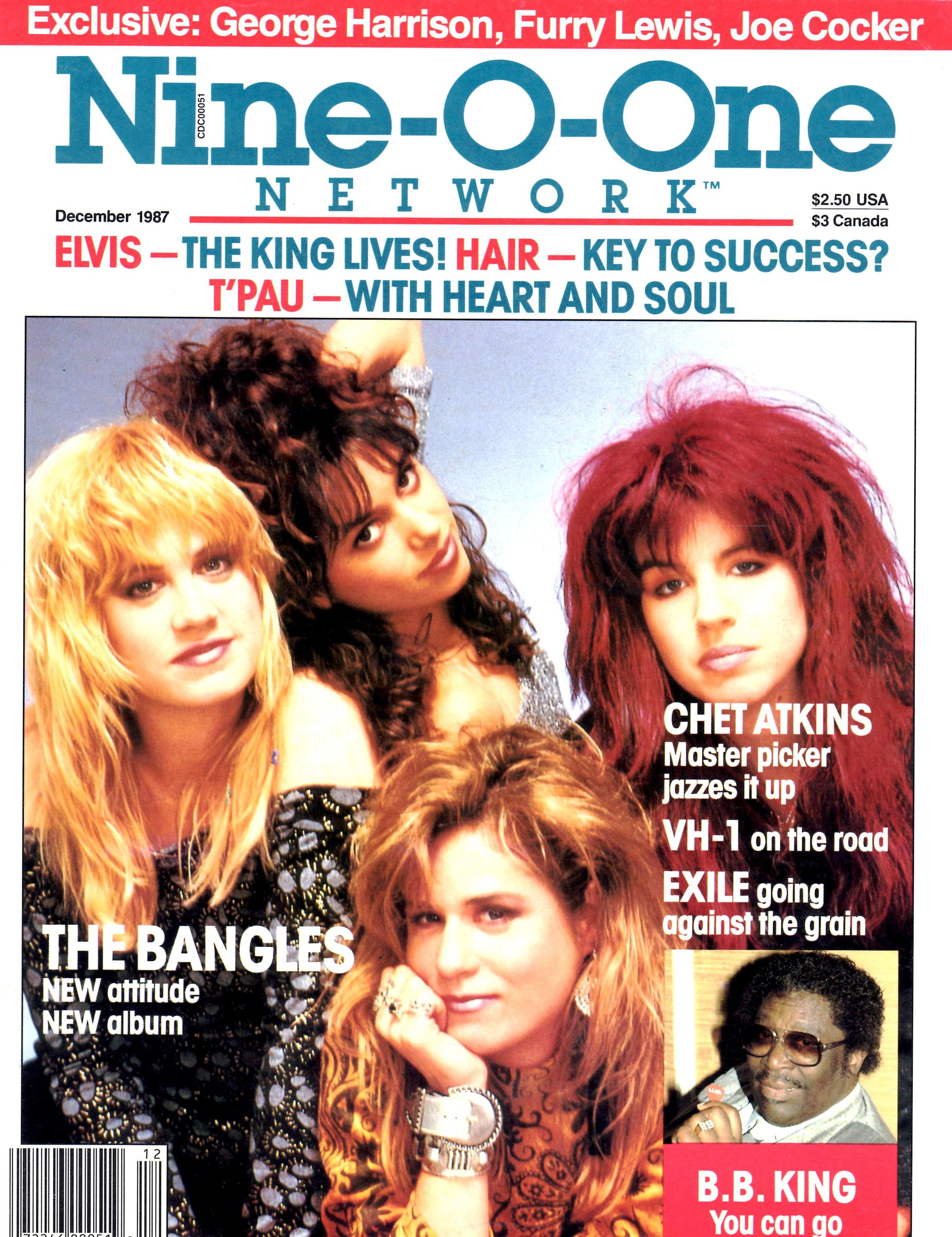
The Bangles på ett tidningsomslag 1987. Från vänster: Debbi Peterson, Susanna Hoffs, Vicki Peterson och Michael Steele.

### Genombrott och upplösning
The Bangles var mest framgångsrika under andra hälften av 1980-talet, med låtar som "Manic Monday" (skriven av Prince under pseudonymen "Christopher") som nådde andra plats på den amerikanska billboardlistan och deras största hit i USA "Walk Like an Egyptian" (#1). Gruppen hade också stor framgång med en nyinspelning av Simon and Garfunkel-låten "A Hazy Shade of Winter" (#2) 1987 samt "Eternal Flame" (#1) 1989. Den sistnämnda blev gruppens andra listetta och den största singel-etta av ett tjejband i historien .
Samma år upplöstes gruppen, efter oklarheter kring vad man ville med gruppen och då flera av gruppens medlemmar blivit lovade egna skivkontrakt. Ur detta kom i princip endast ett par soloskivor med Susanna Hoffs, som redan under inspelningen av sitt andra album förlorade sitt skivkontrakt hos Sony.

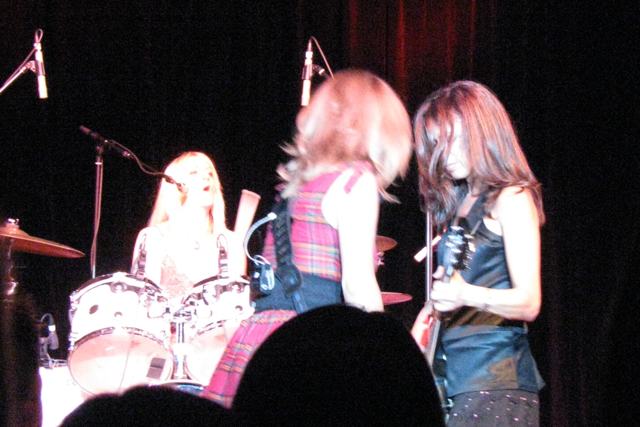
The Bangles 2008.

### Återförening, kvartett till trio
Efter att de olika medlemmarna under 1990-talet spelat i olika konstellationer (Vicki Peterson som turnémedlem av The Go-Go's, Debbi Peterson i duon Kindred Spirit och Steele i det kortlivade bandet Crash Wisdom) började bandmedlemmarna samarbeta igen mot slutet av årtiondet. 1998 spelade de fyra in en låt till filmen Austin Powers: The Spy Who Shagged Me, och året efter återförenades gruppen officiellt och började genomföra konsert ihop. Man producerade en större turné sommarhalvåret 2000 och gav tre år senare ut det nya albumet Doll Revolution.
Den återbildade gruppen hade olika åsikter om hur mycket tid man ville lägga på bandet i relation till medlemmarnas liv med sina familjer. 2003, mitt under turnén för det nya albumet Doll Revolution, meddelade Michael Steele att hon lämnade kvartetten som därefter kommit att fortsätta som en trio. 2011 släpptes albumet Sweetheart of the Sun.

## Stil och mottagande
The Bangles var ett av få tjejband under 1980-talet som nådde framgångar både hos kritiker och kommersiellt. De kombinerade Britpopens slagkraftiga rockriff och medryckande melodier med energin från amerikansk new wave. Deras första album, All Over the Place, blev väl mottagen av kritikerna. Gruppens genombrott kom dock genom singlarna – inte minst listettan "Walk Like an Egyptian" – från andra albumet två år senare. På 1980-talet marknadsfördes gruppmedlemmarna gärna via voluminösa, olikfärgade hårsvall.
The Bangles var fram till 2003 en kvartett och hade fram till dess en klassisk rocksättning med gitarr, andragitarr, bas och trummor. Låtarna har ofta utmärkt sig för en avancerad stämsång, där alla fyra medlemmar bidragit. Sångsolisten har ofta varierat, även om Susanna Hoffs ofta sjungit på gruppens mer framgångsrika sånger.

## Diskografi
Album
- 1984 – All Over the Place
- 1986 – Different Light
- 1988 – Everything
- 2003 – Doll Revolution
- 2011 – Sweetheart of the Sun

Singlar (urval)
- 1985 – "Going Down to Liverpool"
- 1986 – "Manic Monday"
- 1986 – "In a Different Light"
- 1986 – "If She Knew What She Wants"
- 1986 – "Walk Like an Egyptian"
- 1987 – "Walking Down Your Street"
- 1987 – "Hazy Shade of Winter" (användes i filmen Less Than Zero)
- 1988 – "In Your Room"
- 1988 – "Everything"
- 1988 – "Eternal Flame"
- 1988 – "Be With You"